# عمر (مجموعه تلویزیونی ترکی)
عمر(به ترکی استانبولی: Ömer) یک مجموعه تلویزیونی درام ترکی است که توسط شرکت او جی‌ام پیکچرز به کارگردانی جم کارجی تولید شده است که قسمت نخست آن در ۹ ژانویه ۲۰۲۳ پخش شد.   این سریال بر اساس سریال تلویزیونی اسرائیلی شتیسل ساخته شده است.   این سریال دربردارنده ۲ فصل، در قسمت پنجاه‌وچهارم خود که در تاریخ ۶ می ۲۰۲۴ پخش شد به پایان رسید.

## موضوع
عمر، کوچکترین فرزند بین سه خواهر و برادر، شخصیتی آرام و ساده زیست با دنیای درونی پربار است. او یک روز با غمزه، بانویی بیوه با سن بیشتر و دارای فرزندی پسر، آشنا شده و عاشق او می‌گردد. از سوی دیگر، غمزه با وجود اینکه شجاعت  همراهی با عمر را دارد، بزدلانه رفتار خود را دربرابر عمر بروز می‌دهد. زیرا تجربیات گذشته او را دلسرد می‌کند، او همچنین ترس از دست دادن دوباره راه خود در زندگی را دارد  که سعی می‌کند به آن نظم دهد. از سوی دیگر، عمر توسط خواهر، برادر و پدرش مجبور به ازدواجی می شود که نمی خواهد. 

## بازیگران و شخصیت ها
| بازیگر             | شخصیت           | قسمت         |
| ------------------ | --------------- | ------------ |
| صلاح‌الدین پاشالی   | عمر آدم‌اوغلو    | ۱-۵۴         |
| گوکچه بهادیر       | غمزه ساغلام     | ۱-۵۴         |
| باریش فالای        | رشات آدم‌اوغلو   | ۱-۵۴         |
| مروه دیزدار        | نیسا دومان      | ۱-۵۴         |
| گلچین کولتور شاهین | نوران           | ۱-۵۴         |
| سرپیل گل           | فاطما ساغلام    | ۱-۵۴         |
| اونور بیلگه        | طاهر آدم‌اوغلو   | ۱-۵۴         |
| غمزه کارا دومان    | شوکران آدم‌اوغلو | ۱-۵۴         |
| محرم ترک سون       | صادق            | ۱-۵۴         |
| زرین سومر          | نزاهت آدم‌اوغلو  | ۱-۵۴         |
| ملیکه گونر         | چیچک            | ۱-۵۴         |
| چاغلا ناز کارگی    | امینه دومان     | ۱-۵۴         |
| امره تاشکی‌ران      | هاکان دومان     | ۱, ۷-۵۴      |
| مته‌هان پریلتی      | تونا تزل        | ۱-۵۴         |
| جان‌برک گل‌تکین      | تاجی            | ۱-۵۴         |
| آرتون‌جان سلمان     | اردم            | ۱-۵۴         |
| ادیز متین          | کرم دومان       | ۱-۵۴         |
| ایرم توکات         | ادا آدم‌اوغلو    | ۱-۵۴         |
| علی افه آلتون‌باش   | آدم آدم‌اوغلو    | ۱-۵۴         |
| الیف تنم اول‌گون    | جیدا دومان      | ۱-۵۴         |
| حسین اوزترک        | امید دومان      | ۱-۵۴         |
| ایمن بزکورت        | مراد دومان      | ۱-۵۴         |
| ییلماز کونات       | اوزگور          | ۱۱-۲۱, ۳۲-۵۴ |
| آی‌بیکه توران       | زرین            | ۱۲-۵۴        |
| بورجو کاورار       | وژدان           | ۲۲-۵۴        |
| داملا ماکار        | نیلوفر          | ۲۲-۵۴        |
| گوکای مفتی‌اوغلو    | حسن             | ۲۹-۵۴        |
| ترکو سو دمیرل      | ملک             | ۴۷-۵۴        |
| آلای جیهان         | رحمی            | ۵۴           |

### شخصیت های مهمان
| بازیگر          | شخصیت          | قسمت      |
| --------------- | -------------- | --------- |
| صدا داداشوا     | فیگن کوتلو     | ۵-۲۱      |
| جیدا سال‌تادال   |                | ۵         |
| بانو فوتوکان    | ملاحت کوتلو    | ۴-۲۱      |
| هالیت کارا تاسه | حسنی کوتلو     | ۴-۵, ۷-۲۱ |
| جمال‌الدین چکم‌چه |                | ۲         |
| اوکدای کرونان   |                | ۲         |
| اورن دویال      | عایشه آدم‌اوغلو | ۱, ۴      |
| سیلا کورک‌ماز    |                | ۱         |
| زینب اوی‌ماک     | ایکیم          | ۵۰-۵۲     |
| متین جوشکون     | ییلماز         | ۵۱-۵۲     |

### شخصیت های تمام شده
| بازیگر               | شخصیت        | بخش        |
| -------------------- | ------------ | ---------- |
| سیمای بارلاس         | ثریا کوتلو   | ۴-۲۱       |
| تایانچ آیای‌دین       | اردال آکسو   | ۷-۲۱       |
| روزگار آکسوی         | هالوک تزل    | ۱۹-۲۱      |
| ارول بابا اوغلو      | کمیل         | ۲۲-۲۷      |
| اسرا عکایا           | هولیا        | ۲۲-۲۷      |
| اوزگور دنیل فاستر    | انگین        | ۲۲-۲۷      |
| چاغداس اونور اوزتورک | نوزاد        | ۲۹-۳۹      |
| بورا چنگیز           | آتیلا اوزگون | ۲۸-۴۰      |
| احمد هکتان زاولک     | یامان کوتای  | ۷-۴۱       |
| علی دوشن کل‌کار       | عزت آدم‌اوغلو | ۳۵-۴۵      |
| اویا اونوس‌تاسی       | عالیه        | ۴۲-۴۵      |
| دنیز ایشین           | شوله         | ۳۱-۴۶      |
| بورا سیوری           | نورتن        | ۳۱-۴۵      |
| سفر جانباز           | تولگا        | ۴۰-؟       |
| آیفر دونمز           | وکیل. نهیر   | ۴۶-۴۸      |
| استاد گوزین          | صفیه         | ۱-۲۱، ۴۹-؟ |
| یاشار اوزر           | صمد          | ۴۷-۵۲      |
| انیس آیبار           |              | ۵۲-۵۳      |